# Rottmann Mozart
Rottmann Mozart, névváltozatok: Rothmann, Rotmann, született: Rothmann Miksa (Ungvár, 1874. augusztus 15. vagy augusztus 28. – Scranton, Pennsylvania, USA, 1961. július 20.) festő.

## Életútja
Apja Rothmann Jakab Józsua köszörűsmester volt, aki a zene iránt való nagy szeretetéből nevezte el fiát a zeneszerző Wolfgang Amadeus Mozart után. A fiú is nagy hajlandóságot érzett a zene iránt és a Bécsi Konzervatóriumban is tanult. Előbb Budapesten, majd külföldön folytatott művészeti tanulmányokat. 1891–93-ban a bécsi Képzőművészeti Akadémián képezte magát, mesterei Berger és Rumpler voltak. Münchenben 1900 és 1904 között Hollósy Simon és Wagner Sándor tanította. Novellisztikus tartalmú életképekkel (Készülődés a templomba, Ozsonna) és főleg női arcképekkel lépett fel először. Már korán bibliai tárgyú és a zsidó népéletéből vett életképeket is festett (Jób; Sámson kigunyoltatása; Talmudista; Talmudi vita; Fiatal rabbi; Talmudi fejtörés). 1901-től állította ki műveit a Műcsarnokban és a Nemzeti Szalonban. 1939 augusztusában az Aréna út és a Vilma királynő út sarkán egy száguldó motorkerékpár elütötte a festőművészt, akit súlyos tört és zúzott sebesülésekkel vittek a Rókus kórházba. Neje Rein Eszter volt, aki 1945. július 12-én hunyt el Budapesten 71 éves korában. Festményei megtalálhatók a Magyar Nemzeti Galériában, a debreceni Déri Múzeumban, valamint külföldi múzeumokban és magyarországi magángyűjteményekben. A Dalton Jewish Cemetery-ben nyugszik.